# 2014 FIFAワールドカップ・ヨーロッパ予選プレーオフ
2014 FIFAワールドカップ・ヨーロッパ予選に於いて、各組2位チームによるプレーオフの結果をまとめたものである。
プレーオフは、2013年11月15日および11月19日に実施された。

## 選抜方式
グループリーグ各組2位のチームのうち、成績上位の8チームを2チームずつ4組に分け、ホーム・アンド・アウェー方式で対戦を行う。各勝者が本大会出場権を得る。
なお、グループリーグ各組2位のチームの成績を比較する際、6チームが属するグループのチームについては、チーム数を合わせて比較するため、当該グループの最下位チームとの対戦戦績を除外する。

### 各組2位チーム同士の比較
グループリーグ2位で終えた上位8チームは以下の条件で決められた。
1. 勝ち点
2. 得失点差
3. ゴール数

| グループ | チーム       | 勝点 | 試合 | 勝利 | 引分 | 敗戦 | 得点 | 失点 | 点差 | グループ最下位 （対戦成績,合計得点-合計失点） |
| -------- | ------------ | ---- | ---- | ---- | ---- | ---- | ---- | ---- | ---- | --------------------------------------------- |
| G        | ギリシャ     | 19   | 8    | 6    | 1    | 1    | 9    | 4    | +5   | リヒテンシュタイン(2勝,3-0)                   |
| I        | フランス     | 17   | 8    | 5    | 2    | 1    | 15   | 6    | +9   | -                                             |
| F        | ポルトガル   | 15   | 8    | 4    | 3    | 1    | 15   | 8    | +7   | ルクセンブルク(2勝,5-1)                       |
| H        | ウクライナ   | 15   | 8    | 4    | 3    | 1    | 11   | 4    | +7   | サンマリノ(2勝,17-0)                          |
| C        | スウェーデン | 14   | 8    | 4    | 2    | 2    | 15   | 13   | +2   | フェロー諸島(2勝,4-1)                         |
| E        | アイスランド | 14   | 8    | 4    | 2    | 2    | 15   | 14   | +1   | キプロス(1勝1敗,2-1)                          |
| D        | ルーマニア   | 13   | 8    | 4    | 1    | 3    | 11   | 12   | -1   | アンドラ(2勝,8-0)                             |
| A        | クロアチア   | 11   | 8    | 3    | 2    | 3    | 9    | 8    | +1   | 北マケドニア(2勝,3-1)                         |
| B        | デンマーク   | 10   | 8    | 2    | 4    | 2    | 9    | 11   | -2   | マルタ(2勝,8-1)                               |

## シード順
組み合わせ抽選会は、2013年10月21日にスイス・チューリッヒにて行われた。シード順は2013年10月発表のFIFAランキングを基に振り分けられた。
| ポット1                                                   | ポット2                                                       |
| --------------------------------------------------------- | ------------------------------------------------------------- |
| ポルトガル(14) ギリシャ(15) クロアチア(18) ウクライナ(20) | フランス(21) スウェーデン(25) ルーマニア(29) アイスランド(46) |

- チーム名の後の数字は、2013年10月発表のFIFAランキングの順位。

## 試合結果
2013年11月15日に第1戦、同19日に第2戦が開催された。

### ポルトガル 対 スウェーデン
| 2013年11月15日 19:45 (UTC+0) |

| ポルトガル                      | 1 - 0    | スウェーデン |
| クリスティアーノ・ロナウド 82分 | レポート |              |

| エスタディオ・ダ・ルス（リスボン） 観客数: 61,467人 主審: ニコラ・リッツォーリ |

| 2013年11月19日 20:45 (UTC+1) |

| スウェーデン                          | 2 - 3    | ポルトガル                                  |
| ズラタン・イブラヒモビッチ 68分, 72分 | レポート | クリスティアーノ・ロナウド 50分, 77分, 79分 |

| フレンズ・アレーナ（ソルナ） 観客数: 49,766人 主審: ハワード・ウェブ |

ポルトガルが2試合合計スコア4-2で勝利しワールドカップ出場権を獲得

### ウクライナ 対 フランス
| 2013年11月15日 21:45 (UTC+2) |

| ウクライナ                                                   | 2 - 0    | フランス |
| ロマン・ゾズリャ 61分 · アンドリー・ヤルモレンコ 82分 (pen.) | レポート |          |

| オリンピスキ・スタジアム（キエフ） 観客数: 67,732人 主審: ジュネット・チャクル |

| 2013年11月19日 21:00 (UTC+1) |

| フランス                                            | 3 - 0    | ウクライナ |
| ママドゥ・サコー 22分, 72分 · カリム・ベンゼマ 34分 | レポート |            |

| スタッド・ド・フランス（サン＝ドニ） 観客数: 77,098人 主審: ダミル・スコミナ |

フランスが2試合合計スコア3-2で勝利しワールドカップ出場権を獲得

### ギリシャ 対 ルーマニア
| 2013年11月15日 21:45 (UTC+2) |

| ギリシャ                                                                          | 3 - 1    | ルーマニア              |
| コンスタンティノス・ミトログル 14分, 67分 · ディミトリオス・サルピンギディス 21分 | レポート | ボグダン・スタンク 19分 |

| スタディオ・ヨルギオス・カライスカキス（ピレウス） 観客数: 26,200人 主審: ペドロ・プロエンサ |

| 2013年11月19日 21:00 (UTC+2) |

| ルーマニア                           | 1 - 1    | ギリシャ                            |
| ヴァシリス・トロシディス 55分 (o.g.) | レポート | コンスタンティノス・ミトログル 23分 |

| スタディオヌル・ナツィオナル（ブカレスト） 観客数: 49,793人 主審: ミロラド・マジッチ |

ギリシャが2試合合計スコア4-2で勝利しワールドカップ出場権を獲得

### アイスランド 対 クロアチア
| 2013年11月15日 19:00 (UTC+0) |

| アイスランド | 0 - 0    | クロアチア |
|              | レポート |            |

| ラウガルタルスヴェルル（レイキャヴィーク） 観客数: 9,767人 主審: アルベルト・ウンディアーノ |

| 2013年11月19日 20:15 (UTC+1) |

| クロアチア                                        | 2 - 0    | アイスランド |
| マリオ・マンジュキッチ 27分 · ダリヨ・スルナ 47分 | レポート |              |

| スタディオン・マクシミール（ザグレブ） 観客数: 22,612人 主審: ビョルン・カイペルス |

クロアチアが2試合合計スコア2-0で勝利しワールドカップ出場権を獲得